# Peggy Cummins
Peggy Cummins, nata Augusta Margaret Diane Fuller (Prestatyn, 18 dicembre 1925 – Londra, 29 dicembre 2017), è stata un'attrice irlandese.
Nata in Galles, è nota per aver partecipato al film La sanguinaria (1949).

## Filmografia

### Cinema
- Dr. O'Dowd, regia di Herbert Mason (1940)
- Salute John Citizen, regia di Maurice Elvey (1942)
- Old Mother Riley Detective, regia di Lance Comfort (1943)
- Welcome, Mr. Washington, regia di Leslie S. Hiscott (1944)
- English Without Tears, regia di Harold French (1944)
- Schiavo del passato (The Late George Apley), regia di Joseph L. Mankiewicz (1947)
- Rose tragiche (Moss Rose), regia di Gregory Ratoff (1947)
- Il fuggitivo (Escape), regia di Joseph L. Mankiewicz (1948)
- I verdi pascoli del Wyoming (Green Grass of Wyoming), regia di Louis King (1948)
- Tramonto d'amore (That Dangerous Age), regia di Gregory Ratoff (1949)
- La sanguinaria (Deadly Is the Female), regia di Joseph H. Lewis (1949)
- Mia figlia Joy (My Daughter Joy), regia di Gregory Ratoff (1950)
- Who Goes There!, regia di Anthony Kimmins (1952)
- Street Corner, regia di Muriel Box (1953)
- Sposa di giorno, ladra di notte (Always a Bride), regia di Ralph Smart (1953)
- Meet Mr. Lucifer, regia di Anthony Pelissier (1953)
- L'idolo (The Love Lottery), regia di Charles Crichton (1954)
- To Dorothy a Son, regia di Muriel Box (1954)
- The March Hare, regia di George More O'Ferrall (1956)
- Carry on Admiral, regia di Val Guest (1957)
- I piloti dell'inferno (Hell Drivers), regia di Cy Endfield (1957)
- La notte del demonio (Night of the Demon), regia di Jacques Tourneur (1957)
- Sotto coperta con il capitano (The Captain's Table), regia di Jack Lee (1959)
- Your Money or Your Wife, regia di Anthony Simmons (1960)
- Dentist in the Chair, regia di Don Chaffey (1960)
- In the Doghouse, regia di Darcy Conyers (1962)

### Televisione
- The Human Jungle - serie TV, 1 episodio (1964)
- Summer Comedy Hour - miniserie TV, 1 episodio (1965)